# Zwanzig-Projektionsoperator
Der Zwanzig-Projektionsoperator ist ein mathematisches Werkzeug aus der Statistischen Mechanik.
Der Projektionsoperator wirkt im linearen Raum der Phasenraum-Funktionen, und projiziert auf den linearen Unterraum der  „langsamen“ Phasenraum-Funktionen. Der Operator wurde von Robert Zwanzig eingeführt, um eine generische Mastergleichung herzuleiten.
Er wird meistens in diesem oder ähnlichem Kontext verwendet, um auf formale Weise Bewegungsgleichungen für gewisse „langsame“ kollektive Variablen herzuleiten.

## Langsame Variable und Skalarprodukt
Der Zwanzig-Projektionsoperator wirkt auf Funktionen im {\displaystyle 6N}-dimensionalen Phasenraum {\displaystyle \Gamma =\{\mathbf {q} _{i},\mathbf {p} _{i}\}} von {\displaystyle N} Punktteilchen mit Koordinaten {\displaystyle \mathbf {q} _{i}} und Impulsen {\displaystyle \mathbf {p} _{i}}.
Eine spezielle Teilmenge dieser Funktionen ist eine aufzählbare Menge von „langsamen Variablen“ {\displaystyle A(\Gamma )=\{A_{n}(\Gamma )\}}.
Kandidaten für einige dieser Variablen könnten sein die langwelligen Fourierkomponenten {\displaystyle \rho _{k}(\Gamma )} der Massendichte und die langwelligen Fourierkomponenten {\displaystyle \mathbf {\pi } _{\mathbf {k} }(\Gamma )} der Impulsdichte, mit Wellenvektor {\displaystyle \mathbf {k} } identifiziert mit {\displaystyle n}.
Der Zwanzig-Projektionsoperator verwendet diese Funktionen, liefert aber keine Information darüber, wie man die langsamen Variablen einer Hamiltonfunktion {\displaystyle H(\Gamma )} finden kann.
Ein Skalarprodukt
zwischen zwei beliebigen Phasenraumfunktionen {\displaystyle f_{1}(\Gamma )} und {\displaystyle f_{2}(\Gamma )} ist definiert durch die Gleichgewichtskorrelation
{\displaystyle \left(f_{1},f_{2}\right)=\int \mathrm {d} \Gamma \rho _{0}\left(\Gamma \right)f_{1}\left(\Gamma \right)f_{2}\left(\Gamma \right),}
wobei
{\displaystyle \rho _{0}\left(\Gamma \right)={\frac {\delta \left(H\left(\Gamma \right)-E\right)}{\int \mathrm {d} \Gamma ^{\prime }\delta \left(H\left(\Gamma ^{\prime }\right)-E\right)}},}
die mikrokanonische Gleichgewichtsverteilung bezeichnet. „Schnelle“ Variablen sind per Definition unter diesem Skalarprodukt orthogonal zu allen Funktionen {\displaystyle G(A(\Gamma ))} der „langsamen“ {\displaystyle A(\Gamma )}.
Diese Definition besagt, dass Fluktuationen schneller und langsamer Variablen unkorreliert sind, und gemäß Ergodenhypothese gilt dies auch für das Zeitmittel.
Wenn eine generische Funktion {\displaystyle f(\Gamma )} mit langsamen Variablen korreliert ist, dann kann man davon Funktionen langsamer Variablen subtrahieren, bis nur mehr der unkorrelierte schnelle Anteil von {\displaystyle f(\Gamma )} verbleibt.
Das Produkt einer langsamen und einer schnellen Variable ist eine schnelle Variable.

## Der Projektionsoperator
Betrachte das Kontinuum von Funktionen {\displaystyle \Phi _{a}(\Gamma )=\delta (A(\Gamma )-a)=\prod _{n}\delta (A_{n}(\Gamma )-a_{n})} mit konstantem {\displaystyle a=a_{n}}.
Jede Phasenraumfunktion {\displaystyle G(A(\Gamma ))}, die von {\displaystyle \Gamma } nur über {\displaystyle A(\Gamma )} abhängt, ist eine Funktion der {\displaystyle \Phi _{a}}, nämlich
{\displaystyle G(A\left(\Gamma \right))=\int \mathrm {d} aG\left(a\right)\delta \left(A\left(\Gamma \right)-a\right).}
Eine generische Phasenraumfunktion {\displaystyle f(\Gamma )} lässt sich daher schreiben
{\displaystyle f\left(\Gamma \right)=F\left(A\left(\Gamma \right)\right)+R\left(\Gamma \right),}
wo {\displaystyle R(\Gamma )} der schnelle Teil von {\displaystyle f(\Gamma )} ist.
Einen Ausdruck für den langsamen Teil {\displaystyle F(\Gamma )} von {\displaystyle f} erhält man, wenn man das Skalarprodukt mit der langsamen Funktion {\displaystyle \delta (A(\Gamma )-a)} bildet,
{\displaystyle \int \mathrm {d} \Gamma \rho _{0}\left(\Gamma \right)f\left(\Gamma \right)\delta \left(A\left(\Gamma \right)-a\right)=\int \mathrm {d} \Gamma \rho _{0}\left(\Gamma \right)F\left(A\left(\Gamma \right)\right)\delta \left(A\left(\Gamma \right)-a\right)=F\left(a\right)\int \mathrm {d} \Gamma \rho _{0}\left(\Gamma \right)\delta \left(A\left(\Gamma \right)-a\right).}
Dies liefert einen Ausdruck für {\displaystyle F(\Gamma )}, und somit für den Operator {\displaystyle P},
welcher eine beliebige Funktion {\displaystyle f(\Gamma )} auf ihren langsamen Teil projiziert, abhängig von {\displaystyle \Gamma } nur über {\displaystyle A(\Gamma )},
{\displaystyle P\cdot f\left(\Gamma \right)=F\left(A\left(\Gamma \right)\right)={\frac {\int \mathrm {d} \Gamma ^{\prime }\rho _{0}\left(\Gamma ^{\prime }\right)f\left(\Gamma ^{\prime }\right)\delta \left(A\left(\Gamma ^{\prime }\right)-A\left(\Gamma \right)\right)}{\int \mathrm {d} \Gamma ^{\prime }\rho _{0}\left(\Gamma ^{\prime }\right)\delta \left(A\left(\Gamma ^{\prime }\right)-A\left(\Gamma \right)\right)}}.}
Dieser Ausdruck stimmt mit dem Ausdruck von Zwanzig, überein, außer dass Zwanzig die Hamiltonfunktion  {\displaystyle H(\Gamma )} mit zu den langsamen Variablen zählt. Der Zwanzig-Projektionsoperator erfüllt {\displaystyle PG(A(\Gamma ))=G(A(\Gamma ))} und {\displaystyle P^{2}=P}. Der schnelle Teil von {\displaystyle f(\Gamma )} ist {\displaystyle (1-P)f(\Gamma )}. Funktionen langsamer Variablen und insbesondere Produkte von langsamen Variablen sind langsame Variablen. Der Raum der langsamen Variablen ist somit eine Algebra. Die Algebra ist i. A. nicht abgeschlossen unter der Poissonklammer, inklusive der Poissonklammer mit der Hamiltonfunktion.

## Bezug zu Liouvillegleichung und Mastergleichungen
Die Motivation für die Definition des Skalarprodukts und des Projektionsoperators {\displaystyle P} ist letztendlich, dass es damit möglich ist, eine Mastergleichung für die zeitabhängige Wahrscheinlichkeitsverteilung {\displaystyle p(a,t)} der langsamen Variablen (oder eine Langevingleichungen für die langsamen Variablen selber) herzuleiten.
Es sei {\displaystyle \rho (\Gamma ,t)=\rho _{0}(\Gamma )\sigma (\Gamma ,t)}
die zeitabhängige Wahrscheinlichkeitsverteilung im Phasenraum. Die Phasenraumfunktion {\displaystyle \sigma (\Gamma ,t)} ist (ebenso wie {\displaystyle \rho (\Gamma ,t)}) eine Lösung der Liouvillegleichung
{\displaystyle i{\frac {\partial }{\partial t}}\sigma (\Gamma ,t)=L\sigma (\Gamma ,t).}
Der wesentliche Schritt ist dann zu schreiben {\displaystyle \rho _{1}=P\sigma }, {\displaystyle \rho _{2}=(1-P)\sigma }, und die Liouvillegleichung auf den schnellen und langsamen Unterraum zu projizieren,
{\displaystyle i{\frac {\partial }{\partial t}}\rho _{1}=PL\rho _{1}+PL\rho _{2},}
{\displaystyle i{\frac {\partial }{\partial t}}\rho _{2}=\left(1-P\right)L\rho _{2}+\left(1-P\right)L\rho _{1}.}
Wenn man dann die zweite Gleichung nach {\displaystyle \rho _{2}} auflöst und {\displaystyle \rho _{2}(\Gamma ,t)} in die erste Gleichung einsetzt, ergibt sich eine Gleichung für {\displaystyle \rho _{1}} (siehe Nakajima-Zwanzig-Gleichung). Die letzte Gleichung schließlich ergibt eine Gleichung für {\displaystyle p(A(\Gamma ),t)=p_{0}(A(\Gamma ))\rho _{1}(\Gamma ,t),} wo {\displaystyle p_{0}(a)} die Gleichgewichtsverteilung der langsamen Variablen bezeichnet.

## Nichtlineare Langevingleichungen
Der Ausgangspunkt für die Standard-Herleitung einer Langevingleichung ist die Identität {\displaystyle 1=P+Q}, wo {\displaystyle Q} in den schnellen Unterraum projiziert. Betrachte diskrete kleine Zeitschritte {\displaystyle \tau } mit Evolutionsoperator {\displaystyle U\cong 1+i\tau L}, wo {\displaystyle L} der Liouville-Operator ist.
Das Ziel ist es, {\displaystyle U^{n}} durch {\displaystyle U^{k}P} und {\displaystyle Q(UQ)^{m}} auszudrücken.
Die Motivation dafür ist, dass {\displaystyle U^{k}P} ein Funktional von langsamen Variablen ist, während {\displaystyle Q(UQ)^{m}} Ausdrücke erzeugt, welche zu jedem Zeitpunkt schnelle Variablen sind. Die Erwartung ist, diese schnellen Variablen durch irgendwelche Modelldaten repräsentierbar sind, z. B. durch ein Gaußsches weißes Rauschen. Die Zerlegung erreicht man, indem man {\displaystyle 1=P+Q} von links mit {\displaystyle U} multipliziert, außer für den letzten Term,
welcher mit {\displaystyle U=PU+QU} multipliziert wird. Iteration ergibt
{\displaystyle {\begin{aligned}1&=P+Q,\\U&=UP+PUQ+QUQ,\\...&=...\\U^{n}&=U^{n}P+\sum _{m=1}^{n}U^{n-m}P\left(UQ\right)^{m}+Q\left(UQ\right)^{n}.\end{aligned}}}
Die letzte Zeile lässt sich auch per Induktion beweisen. Mit {\displaystyle U=1+itL/n} führt der Limes {\displaystyle n\rightarrow \infty } direkt auf die Operator-Identität von Kawasaki
{\displaystyle e^{itL}=e^{itL}P+i\int _{0}^{t}\mathrm {d} se^{i\left(t-s\right)L}PLQe^{isLQ}+Qe^{itLQ}.}
Eine generische Langevingleichungen ergibt sich durch Anwendung dieser Gleichung auf die Zeitableitung einer langsamen Variable {\displaystyle A}, {\displaystyle dA(\Gamma ,t)/dt=e^{itL}(dA(\Gamma ,t)/dt)_{t=0}},
{\displaystyle {\begin{aligned}{\frac {dA}{dt}}\left(\Gamma ,t\right)&=V+K+R,\\V&=e^{itL}P{\dot {A}}\left(\Gamma ,0\right),\\K&=i\int _{0}^{t}\mathrm {d} se^{i\left(t-s\right)L}PLQe^{isLQ}{\dot {A}}\left(\Gamma ,0\right)=i\int _{0}^{t}\mathrm {d} se^{i\left(t-s\right)L}PLR\left(s\right),\\R&=Qe^{itLQ}{\dot {A}}\left(\Gamma ,0\right).\end{aligned}}}
Hier ist {\displaystyle R} die (nur von schnellen Variablen abhängende) fluktuierende Kraft. Der Modenkopplungsterme {\displaystyle V} und Dämpfungsterme {\displaystyle K} sind Funktionale von {\displaystyle A(t)} and {\displaystyle A(t-s)} und lassen sich vereinfachen.

## Diskrete Funktionsmenge, Bezug zum Mori-Projektionsoperator
Anstatt den langsamen Teil von {\displaystyle f(\Gamma )} nach dem Kontinuum von Funktionen {\displaystyle \Phi _{a}(\Gamma )=\delta (A(\Gamma )-a)} zu entwickeln, könnte man auch eine aufzählbare Menge von Funktionen {\displaystyle \Phi _{n}(A(\Gamma ))} verwenden.
Wenn diese Funktionen ein vollständiges Orthonormalsystem bilden, dann hat der Projektionsoperator die einfache Form
{\displaystyle P\cdot f\left(\Gamma \right)=\sum _{n}\left(f,\Phi _{n}\right)\Phi _{n}\left(A\left(\Gamma \right)\right).}
Eine spezielle Wahl für {\displaystyle \Phi _{n}(A(\Gamma ))} sind orthonormalisierte Linearkombinationen der langsamen Variablen {\displaystyle A(\Gamma )}.
Dies ergibt den Mori-Projektionsoperator.
Der Satz der linearen Funktionen ist jedoch nicht vollständig, und die orthogonalen Variablen sind nicht schnell oder zufällig, wenn Nichtlinearität in {\displaystyle A} ins Spiel kommt.